# Алькасер, Пако
Франси́ско Алька́сер Гарси́я (исп. Francisco Alcácer García; род. 30 августа 1993[…], Торренте), более известный как Па́ко Алька́сер (исп. Paco Alcácer) — испанский футболист, нападающий клуба «Шарджа». Бывший игрок сборной Испании.

## Клубная карьера
Воспитанник футбольной академии испанского клуба «Валенсия». Первый официальный матч за «лос че» провёл 11 ноября 2010 года в рамках Кубка Испании против «Логроньеса».
12 августа 2011 года «Валенсия» в рамках розыгрыша Апельсинового кубка (исп. Trofeo Naranja) встречалась с итальянским клубом «Рома». Валенсийский клуб выиграл со счётом 3:0, последний мяч в игре забил Пако Алькасер. Однако победа клуба была омрачена для молодого футболиста семейной трагедией: присутствовавший на матче в качестве болельщика 44-летний отец Пако после матча почувствовал себя плохо и, несмотря на все усилия медиков, скончался от сердечного приступа. Руководство клуба и товарищи по команде выразили Пако свои соболезнования и поддержку.
14 января 2012 года футболист дебютировал в чемпионате Испании в матче против «Реал Сосьедада», заменив на 71-й минуте получившего травму Софиана Фегули. Матч завершился поражением «Валенсии» со счётом 0:1.
В начале сезона 2012/13 для получения игровой практики в Примере был отдан в аренду клубу «Хетафе». Дебют Пако в этой команде состоялся в матче против «Депортиво», где он сыграл 20 минут, выйдя на замену во втором тайме. Матч закончился со счётом 1:1. Свой первый гол в Примере забил 7 января 2013 года в матче с «Райо Вальекано», завершившемся победой последних со счётом 3:1.
Сезон 2013/14 Алькасер начал в родном клубе, вернувшись из аренды. Первый гол в новом сезоне Пако праздновал в гостевом матче Лиге Европы против краснодарской «Кубани».
В начале следующего сезона нападающий забил 4 гола в пяти стартовых турах и получил вызов в сборную Испании, где он отметился тремя голами в трёх первых матчах. В январе 2015 года игрок продлил с клубом контракт до 2020 года.
Сезон 2015/16 выдался для «Валенсии» неудачным, но Алькасер сумел забить в чемпионате страны 13 мячей и отдал 7 результативных передач, но на Евро-2016 Пако не был вызван.
30 августа 2016 года футболист перешёл в каталонскую «Барселону», заплатившую за трансфер нападающего € 30 млн. Дебютировал за «сине-гранатовых» 10 сентября в матче чемпионата Испании против «Алавеса», выйдя на поле в стартовом составе. Был заменен на 66 минуте встречи Луисом Суаресом, а встреча завершилась поражением каталонцев со счётом 1:2. Первый гол за новый клуб забил в матче Кубка Испании, поразив ворота «Эркулеса» (7:0).
28 августа 2018 года футболист на правах аренды до конца сезона перешёл в дортмундскую «Боруссию». Соглашение также предусматривало возможность выкупа игрока и заключения с ним четырёхлетнего контракта. Пако Алькасер стал первым футболистом в истории Бундеслиги, забившим в ходе одного сезона десять голов после выходов на замену.
Руководство «шмелей», не дожидаясь окончания арендного соглашения, уже 23 ноября досрочно воспользовалось правом выкупа футболиста у «сине-гранатовых» и заключило с ним контракт, рассчитанный до конца сезона−2022/23. Алькасер стал получать 8 миллионов евро в год — такую же зарплату, как Аксель Витсель; выше были по зарплате только Марио Гётце (10 млн) и Марко Ройс (11 млн).
В 2020 году перешёл в «Вильярреал». «Боруссия» отпустила игрока за 23 миллиона евро.
В 2022 году подписал контракт с клубом «Шарджа» из ОАЭ.

## Карьера в сборной
Пако Алькасер привлекался к играм за юношеские сборные Испании всех возрастов. Особенно удачным было для него выступление за сборную юношей до 17 лет — в 13 играх за команду юный форвард провёл 15 мячей и помог команде стать серебряным призёром чемпионата Европы. Именно после финального турнира юношеского чемпионата Европы Пако попал в поле зрения сразу нескольких ведущих европейских клубов. В 2011 году в составе юношеской сборной до 19 лет форвард «Валенсии» добился самого большого на текущий момент успеха в своей футбольной карьере: стал победителем чемпионата Европы. В решающем матче Алькасер забил в ворота сборной Чехии 2 гола, в том числе победный.

## Достижения
«Барселона»
- Чемпион Испании: 2017/18
- Обладатель Кубка Испании (2): 2016/17, 2017/18

«Боруссия» (Дортмунд)
- Обладатель Суперкубка Германии: 2019

«Вильярреал»
- Победитель Лиги Европы УЕФА: 2020/21

## Статистика
По состоянию на 29 апреля 2021 года
| Выступление         | Выступление      | Выступление      | Чемпионат | Чемпионат | Кубки | Кубки | Еврокубки | Еврокубки | Прочие | Прочие | Итого | Итого |
| Клуб                | Лига             | Сезон            | Игры      | Голы      | Игры  | Голы  | Игры      | Голы      | Игры   | Голы   | Игры  | Голы  |
| ------------------- | ---------------- | ---------------- | --------- | --------- | ----- | ----- | --------- | --------- | ------ | ------ | ----- | ----- |
| Валенсия            | Примера          | 2010/11          | 0         | 0         | 1     | 0     | 0         | 0         | 0      | 0      | 1     | 0     |
| Валенсия            | Примера          | 2011/12          | 3         | 0         | 0     | 0     | 0         | 0         | 0      | 0      | 3     | 0     |
| Валенсия            | Примера          | 2013/14          | 23        | 6         | 3     | 1     | 11        | 7         | 0      | 0      | 37    | 14    |
| Валенсия            | Примера          | 2014/15          | 32        | 11        | 4     | 3     | 0         | 0         | 0      | 0      | 36    | 14    |
| Валенсия            | Примера          | 2015/16          | 34        | 13        | 3     | 2     | 9         | 0         | 0      | 0      | 46    | 15    |
| Валенсия            | Примера          | 2016/17          | 1         | 0         | 0     | 0     | 0         | 0         | 0      | 0      | 1     | 0     |
| Валенсия            | Итого            | Итого            | 93        | 30        | 11    | 6     | 20        | 7         | 0      | 0      | 124   | 43    |
| Хетафе (аренда)     | Примера          | 2012/13          | 20        | 3         | 3     | 1     | 0         | 0         | 0      | 0      | 23    | 4     |
| Хетафе (аренда)     | Итого            | Итого            | 20        | 3         | 3     | 1     | 0         | 0         | 0      | 0      | 23    | 4     |
| Барселона           | Примера          | 2016/17          | 20        | 6         | 4     | 2     | 3         | 0         | 0      | 0      | 27    | 8     |
| Барселона           | Примера          | 2017/18          | 17        | 4         | 3     | 2     | 2         | 1         | 1      | 0      | 23    | 7     |
| Барселона           | Итого            | Итого            | 37        | 10        | 7     | 4     | 5         | 1         | 1      | 0      | 50    | 15    |
| Боруссия (Дортмунд) | Бундеслига       | 2018/19          | 26        | 18        | 1     | 0     | 5         | 1         | 0      | 0      | 32    | 19    |
| Боруссия (Дортмунд) | Бундеслига       | 2019/20          | 11        | 5         | 1     | 1     | 2         | 0         | 1      | 1      | 15    | 7     |
| Боруссия (Дортмунд) | Итого            | Итого            | 37        | 23        | 2     | 1     | 7         | 1         | 1      | 1      | 47    | 26    |
| Вильярреал          | Примера          | 2019/20          | 13        | 4         | 1     | 0     | 0         | 0         | 0      | 0      | 14    | 4     |
| Вильярреал          | Примера          | 2020/21          | 23        | 6         | 2     | 0     | 8         | 6         | 0      | 0      | 33    | 12    |
| Вильярреал          | Итого            | Итого            | 36        | 10        | 3     | 0     | 8         | 6         | 0      | 0      | 47    | 16    |
| Всего за карьеру    | Всего за карьеру | Всего за карьеру | 223       | 76        | 26    | 12    | 40        | 15        | 2      | 1      | 291   | 104   |

### Выступления за сборную
По состоянию на 18 ноября 2019 года
| Матчи Алькасера за сборную Испании | Матчи Алькасера за сборную Испании | Матчи Алькасера за сборную Испании | Матчи Алькасера за сборную Испании | Матчи Алькасера за сборную Испании | Матчи Алькасера за сборную Испании |
| №                                  | Дата                               | Оппонент                           | Счёт                               | Голы                               | Соревнование                       |
| ---------------------------------- | ---------------------------------- | ---------------------------------- | ---------------------------------- | ---------------------------------- | ---------------------------------- |
| 1                                  | 4 сентября 2014                    | Франция                            | 0:1                                | —                                  | Товарищеский матч                  |
| 2                                  | 8 сентября 2014                    | Македония                          | 5:1                                | 1                                  | Отборочные матчи ЧЕ-2016           |
| 3                                  | 9 октября 2014                     | Словакия                           | 1:2                                | 1                                  | Отборочные матчи ЧЕ-2016           |
| 4                                  | 12 октября 2014                    | Люксембург                         | 4:0                                | 1                                  | Отборочные матчи ЧЕ-2016           |
| 5                                  | 15 ноября 2014                     | Беларусь                           | 3:0                                | —                                  | Отборочные матчи ЧЕ-2016           |
| 6                                  | 11 июня 2015                       | Коста-Рика                         | 2:1                                | 1                                  | Товарищеский матч                  |
| 7                                  | 5 сентября 2015                    | Словакия                           | 2:0                                | —                                  | Отборочные матчи ЧЕ-2016           |
| 8                                  | 8 сентября 2015                    | Македония                          | 1:0                                | —                                  | Отборочные матчи ЧЕ-2016           |
| 9                                  | 9 октября 2015                     | Люксембург                         | 4:0                                | 2                                  | Отборочные матчи ЧЕ-2016           |
| 10                                 | 12 октября 2015                    | Украина                            | 1:0                                | —                                  | Отборочные матчи ЧЕ-2016           |
| 11                                 | 13 ноября 2015                     | Англия                             | 2:0                                | —                                  | Товарищеский матч                  |
| 12                                 | 24 марта 2016                      | Италия                             | 1:1                                | —                                  | Товарищеский матч                  |
| 13                                 | 27 марта 2016                      | Румыния                            | 0:0                                | —                                  | Товарищеский матч                  |
| 14                                 | 11 октября 2018                    | Уэльс                              | 4:1                                | 2                                  | Товарищеский матч                  |
| 15                                 | 15 октября 2018                    | Англия                             | 2:3                                | 1                                  | Лига наций УЕФА 2018/2019          |
| 16                                 | 5 сентября 2019                    | Румыния                            | 2:1                                | 1                                  | Отборочные матчи ЧЕ-2020           |
| 17                                 | 8 сентября 2019                    | Фарерские острова                  | 4:0                                | 2                                  | Отборочные матчи ЧЕ-2020           |
| 18                                 | 11 ноября 2019                     | Мальта                             | 7:0                                | —                                  | Отборочные матчи ЧЕ-2020           |
| 19                                 | 18 ноября 2019                     | Румыния                            | 5:0                                | —                                  | Отборочные матчи ЧЕ-2020           |

Итого: 19 игр / 12 голов; 14 побед, 2 ничьи, 3 поражения.